# Sønder Onsild Stationsby
Sønder Onsild Stationsby eller Onsild Stationsby er en stationsby i det sydlige Himmerland med 267 indbyggere  (2024). Sønder Onsild Stationsby er beliggende ni kilometer sydvest for Hobro, 29 kilometer nordøst for Viborg og 27 kilometer nordvest for Randers nær Nordjyske Motorvej. Nærmeste by er Sønder Onsild en kilometer mod nord.
Byen ligger i Region Nordjylland og hører til Mariagerfjord Kommune. Sønder Onsild Stationsby er beliggende i Sønder Onsild Sogn.
I byen ligger bl.a. Pigernes Kro, der afholder singlebal i weekenden.